# Tunnel of Love (album)
Tunnel of Love je osmé studiové album amerického hudebníka Bruce Springsteena, vydané v říjnu 1987 společností Columbia Records. Nahráno bylo na několika místech, včetně studia společnosti A&M Records v Los Angeles a The Hit Factory v New Yorku, a spolu se Springsteenem jej produkovali Jon Landau a Chuck Plotkin. Springsteen si na album většinu nástrojů nahrál sám, v některých písních jej však doprovázejí různí členové jeho skupiny E Street Band. Z alba vyšlo celkem pět singlů: „Brilliant Disguise“, „Tunnel of Love“, „One Step Up“, „Tougher Than the Rest“ a „Spare Parts“, všechny slavily úspěchy v hitparádách. Za píseň „Tunnel of Love“ Springsteen získal cenu Grammy.
Album se umístilo na první příčce hitparády Billboard 200 a organizace RIAA mu za prodej více než tří milionů nosičů udělila tři platinové desky. Na první příčky hitparád dále dosáhlo v Itálii, Kanadě, Norsku, Spojeném království, Španělsku a Švédsku; platinovou desku dále dostalo v Austrálii, Kanadě, Nizozemsku, Norsku, na Novém Zélandu, ve Spojeném království, Španělsku a Švédsku. Časopis Rolling Stone jej zařadil na 25. místo žebříčku 100 nejlepších alb osmdesátých let, a na 467. místo žebříčku 500 nejlepších alb všech dob.

## Seznam skladeb
Autorem všech skladeb je Bruce Springsteen.
| Pořadí         | Název                      | Délka |
| -------------- | -------------------------- | ----- |
| 1.             | Ain't Got You              | 2:11  |
| 2.             | Tougher Than the Rest      | 4:35  |
| 3.             | All That Heaven Will Allow | 2:39  |
| 4.             | Spare Parts                | 3:44  |
| 5.             | Cautious Man               | 3:58  |
| 6.             | Walk Like a Man            | 3:45  |
| 7.             | Tunnel of Love             | 5:12  |
| 8.             | Two Faces                  | 3:03  |
| 9.             | Brilliant Disguise         | 4:17  |
| 10.            | One Step Up                | 4:22  |
| 11.            | When You're Alone          | 3:24  |
| 12.            | Valentine's Day            | 5:10  |
| Celková délka: | Celková délka:             | 46:25 |

## Obsazení

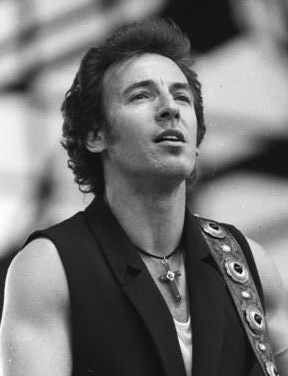
Bruce Springsteen během turné na podporu alba (1988)

- Bruce Springsteen – zpěv, doprovodné vokály, kytary, mandolína, baskytara, klávesy, harmonika, perkuse, bicí automat, zvukové efekty
- Roy Bittan – kytara („Brilliant Disguise“), syntezátory („Tunnel of Love“)
- Clarence Clemons – doprovodné vokály („When You're Alone“)
- Danny Federici – varhany („Tougher Than the Rest“, „Spare Parts“ a „Brilliant Disguise“)
- Nils Lofgren – kytara („Tunnel of Love“), doprovodné vokály („When You're Alone“)
- Patti Scialfa – doprovodné vokály („Tunnel of Love“, „One Step Up“ a „When You're Alone“)
- Garry Tallent – baskytara („Spare Parts“)
- Max Weinberg – bicí („All That Heaven Will Allow“, „Two Faces“ a „When You're Alone“), perkuse („Tougher Than the Rest“, „Spare Parts“, „Walk Like a Man“, „Tunnel of Love“ a „Brilliant Disguise“)
- James Wood – harmonika („Spare Parts“)